# Mirai to wa?
„Mirai to wa?” (jap. 未来とは?) – czternasty singel japońskiego zespołu SKE48, wydany w Japonii 19 marca 2014 roku przez avex trax.
Singel został wydany w dziewięciu edycjach: czterech regularnych i czterech limitowanych (Type A, Type B, Type C, Type D) oraz „teatralnej” (CD). Osiągnął 1 pozycję w rankingu Oricon i pozostał na liście przez 16 tygodni, sprzedał się w nakładzie 504 576 egzemplarzy. Singel zdobył status podwójnej platynowej płyty.

## Lista utworów
Większość utworów zostało napisanych przez Yasushiego Akimoto.

### Type A
| CD  | | | |      |
| Nr  | Tytuł | Kompozycja | Aranżacja | Czas |
| 1.  | „Mirai to wa?” (jap. 未来とは?) | Takumi Yamada | Yūsuke Itagaki | 4:59 |
| 2.  | „GALAXY of DREAMS” (wyk. GALAXY of DREAMS) | Ryu | Han Jae-won | 3:26 |
| 3.  | „Mayflower” (wyk. Dragon Girls) | Kisaburō Suzuki | Hiroshi Sasaki | 4:23 |
| 4.  | „Mirai to wa?” (jap. 未来とは?) (off vocal) | Takumi Yamada | Yūsuke Itagaki | 4:59 |
| 5.  | „GALAXY of DREAMS” (off vocal) | Ryu | Han Jae-won | 3:26 |
| 6.  | „Mayflower” (off vocal) | Kisaburō Suzuki | Hiroshi Sasaki | 4:23 |
| DVD | | | |      |
| Nr  | Tytuł | Tytuł | Tytuł | Czas |
| 1.  | „Mirai to wa?” (jap. 未来とは?) (Music Video) | „Mirai to wa?” (jap. 未来とは?) (Music Video) | „Mirai to wa?” (jap. 未来とは?) (Music Video) |      |
| 2.  | „Mirai to wa? ~2014.02.02 SKE tōkekki shūkai. „Hako de ose!” @ Nagoya Dome~” (jap. 未来とは? 〜2014.02.02 SKE党決起集会。「箱で推せ!」@ナゴヤドーム〜)                                                    | „Mirai to wa? ~2014.02.02 SKE tōkekki shūkai. „Hako de ose!” @ Nagoya Dome~” (jap. 未来とは? 〜2014.02.02 SKE党決起集会。「箱で推せ!」@ナゴヤドーム〜)                                                    | „Mirai to wa? ~2014.02.02 SKE tōkekki shūkai. „Hako de ose!” @ Nagoya Dome~” (jap. 未来とは? 〜2014.02.02 SKE党決起集会。「箱で推せ!」@ナゴヤドーム〜)                                                    |      |
| 3.  | „GALAXY of DREAMS” (Music Video) | „GALAXY of DREAMS” (Music Video) | „GALAXY of DREAMS” (Music Video) |      |
| 4.  | „Tokuten eizō I kenkyūsei „Matsumura no aikata sagashi kikaku” ~Kenkyūsei ni nise saimin jutsushi ga hatsu dokkiri!~” (jap. 特典映像I 研究生 「松村の相方探し企画」〜研究生にニセ催眠術師が初ドッキリ!〜) | „Tokuten eizō I kenkyūsei „Matsumura no aikata sagashi kikaku” ~Kenkyūsei ni nise saimin jutsushi ga hatsu dokkiri!~” (jap. 特典映像I 研究生 「松村の相方探し企画」〜研究生にニセ催眠術師が初ドッキリ!〜) | „Tokuten eizō I kenkyūsei „Matsumura no aikata sagashi kikaku” ~Kenkyūsei ni nise saimin jutsushi ga hatsu dokkiri!~” (jap. 特典映像I 研究生 「松村の相方探し企画」〜研究生にニセ催眠術師が初ドッキリ!〜) |      |

### Type B
| CD  | | | |      |
| Nr  | Tytuł | Kompozycja | Aranżacja | Czas |
| 1.  | „Mirai to wa?” (jap. 未来とは?) | Takumi Yamada | Yūsuke Itagaki | 4:59 |
| 2.  | „Neko no shippo ga pin to tatteru yō ni…” (jap. 猫の尻尾がピンと立ってるように…) (feat. Bose (Schadaraparr)) (wyk. Team S)                                      | Yasuyuki Kojō | Toshinori Moriya | 5:39 |
| 3.  | „Mayflower” (wyk. Dragon Girls) | Kisaburō Suzuki | Hiroshi Sasaki | 4:23 |
| 4.  | „Mirai to wa?” (jap. 未来とは?) (off vocal) | Takumi Yamada | Yūsuke Itagaki | 4:59 |
| 5.  | „Neko no shippo ga pin to tatteru yō ni…” (jap. 猫の尻尾がピンと立ってるように…) (feat. Bose (Schadaraparr)) (off vocal)                                        | Yasuyuki Kojō | Toshinori Moriya | 5:39 |
| 6.  | „Mayflower” (off vocal) | Kisaburō Suzuki | Hiroshi Sasaki | 4:23 |
| DVD | | | |      |
| Nr  | Tytuł | Tytuł | Tytuł | Czas |
| 1.  | „Mirai to wa?” (jap. 未来とは?) (Music Video) | „Mirai to wa?” (jap. 未来とは?) (Music Video) | „Mirai to wa?” (jap. 未来とは?) (Music Video) |      |
| 2.  | „Mirai to wa? ~2014.02.02 SKE tōkekki shūkai. „Hako de ose!” @ Nagoya Dome~” (jap. 未来とは? 〜2014.02.02 SKE党決起集会。「箱で推せ!」@ナゴヤドーム〜)          | „Mirai to wa? ~2014.02.02 SKE tōkekki shūkai. „Hako de ose!” @ Nagoya Dome~” (jap. 未来とは? 〜2014.02.02 SKE党決起集会。「箱で推せ!」@ナゴヤドーム〜)          | „Mirai to wa? ~2014.02.02 SKE tōkekki shūkai. „Hako de ose!” @ Nagoya Dome~” (jap. 未来とは? 〜2014.02.02 SKE党決起集会。「箱で推せ!」@ナゴヤドーム〜)          |      |
| 3.  | „Neko no shippo ga pin to tatteru yō ni…” (jap. 猫の尻尾がピンと立ってるように…) (feat. Bose (Schadaraparr)) (Music Video)                                      | „Neko no shippo ga pin to tatteru yō ni…” (jap. 猫の尻尾がピンと立ってるように…) (feat. Bose (Schadaraparr)) (Music Video)                                      | „Neko no shippo ga pin to tatteru yō ni…” (jap. 猫の尻尾がピンと立ってるように…) (feat. Bose (Schadaraparr)) (Music Video)                                      |      |
| 4.  | „Tokuten eizō II Team S „Hajimete no joshikai” ~Member no honne o Profiling~” (jap. 特典映像II Team S 「初めての女子会」〜メンバーの本音をプロファイリング〜」) | „Tokuten eizō II Team S „Hajimete no joshikai” ~Member no honne o Profiling~” (jap. 特典映像II Team S 「初めての女子会」〜メンバーの本音をプロファイリング〜」) | „Tokuten eizō II Team S „Hajimete no joshikai” ~Member no honne o Profiling~” (jap. 特典映像II Team S 「初めての女子会」〜メンバーの本音をプロファイリング〜」) |      |

### Type C
| CD  | | | |      |
| Nr  | Tytuł | Kompozycja | Aranżacja | Czas |
| 1.  | „Mirai to wa?” (jap. 未来とは?) | Takumi Yamada | Yūsuke Itagaki | 4:59 |
| 2.  | „S-ko to usohakkenki” (jap. S子と嘘発見器) (wyk. Team KII) | Satoshi Ikezawa | Hiroshi Sasaki | 3:19 |
| 3.  | „Mayflower” (wyk. Dragon Girls) | Kisaburō Suzuki | Hiroshi Sasaki | 4:23 |
| 4.  | „Mirai to wa?” (jap. 未来とは?) (off vocal) | Takumi Yamada | Yūsuke Itagaki | 4:59 |
| 5.  | „S-ko to usohakkenki” (jap. S子と嘘発見器) (off vocal) | Satoshi Ikezawa | Hiroshi Sasaki | 3:19 |
| 6.  | „Mayflower” (off vocal) | Kisaburō Suzuki | Hiroshi Sasaki | 4:23 |
| DVD | | | |      |
| Nr  | Tytuł | Tytuł | Tytuł | Czas |
| 1.  | „Mirai to wa?” (jap. 未来とは?) (Music Video) | „Mirai to wa?” (jap. 未来とは?) (Music Video) | „Mirai to wa?” (jap. 未来とは?) (Music Video) |      |
| 2.  | „Mirai to wa? ~2014.02.02 SKE tōkekki shūkai. „Hako de ose!” @ Nagoya Dome~” (jap. 未来とは? 〜2014.02.02 SKE党決起集会。「箱で推せ!」@ナゴヤドーム〜)                                                             | „Mirai to wa? ~2014.02.02 SKE tōkekki shūkai. „Hako de ose!” @ Nagoya Dome~” (jap. 未来とは? 〜2014.02.02 SKE党決起集会。「箱で推せ!」@ナゴヤドーム〜)                                                             | „Mirai to wa? ~2014.02.02 SKE tōkekki shūkai. „Hako de ose!” @ Nagoya Dome~” (jap. 未来とは? 〜2014.02.02 SKE党決起集会。「箱で推せ!」@ナゴヤドーム〜)                                                             |      |
| 3.  | „S-ko to usohakkenki” (jap. S子と嘘発見器) (Music Video) | „S-ko to usohakkenki” (jap. S子と嘘発見器) (Music Video) | „S-ko to usohakkenki” (jap. S子と嘘発見器) (Music Video) |      |
| 4.  | „Tokuten eizō III Team KII „Freestyle RAP battle with Darthreider” ~KII Member ga hatsu Rap ni chōsen~” (jap. 特典映像III Team KII 「フリースタイルRAPバトル with ダースレイダー」〜KIIメンバーが初ラップに挑戦〜) | „Tokuten eizō III Team KII „Freestyle RAP battle with Darthreider” ~KII Member ga hatsu Rap ni chōsen~” (jap. 特典映像III Team KII 「フリースタイルRAPバトル with ダースレイダー」〜KIIメンバーが初ラップに挑戦〜) | „Tokuten eizō III Team KII „Freestyle RAP battle with Darthreider” ~KII Member ga hatsu Rap ni chōsen~” (jap. 特典映像III Team KII 「フリースタイルRAPバトル with ダースレイダー」〜KIIメンバーが初ラップに挑戦〜) |      |

### Type D
| CD  | | | |      |
| Nr  | Tytuł | Kompozycja | Aranżacja | Czas |
| 1.  | „Mirai to wa?” (jap. 未来とは?) | Takumi Yamada | Yūsuke Itagaki | 4:59 |
| 2.  | „Machiawasetai” (jap. 待ち合わせたい) (wyk. Team E) | Tsukasa Nakagawa | Takeshi Masuda | 4:34 |
| 3.  | „Mayflower” (wyk. Dragon Girls) | Kisaburō Suzuki | Hiroshi Sasaki | 4:23 |
| 4.  | „Mirai to wa?” (jap. 未来とは?) (off vocal) | Takumi Yamada | Yūsuke Itagaki | 4:59 |
| 5.  | „Machiawasetai” (jap. 待ち合わせたい) (off vocal) | Tsukasa Nakagawa | Takeshi Masuda | 4:34 |
| 6.  | „Mayflower” (off vocal) | Kisaburō Suzuki | Hiroshi Sasaki | 4:23 |
| DVD | | | |      |
| Nr  | Tytuł | Tytuł | Tytuł | Czas |
| 1.  | „Mirai to wa?” (jap. 未来とは?) (Music Video) | „Mirai to wa?” (jap. 未来とは?) (Music Video) | „Mirai to wa?” (jap. 未来とは?) (Music Video) |      |
| 2.  | „Mirai to wa? ~2014.02.02 SKE tōkekki shūkai. „Hako de ose!” @ Nagoya Dome~” (jap. 未来とは? 〜2014.02.02 SKE党決起集会。「箱で推せ!」@ナゴヤドーム〜)                      | „Mirai to wa? ~2014.02.02 SKE tōkekki shūkai. „Hako de ose!” @ Nagoya Dome~” (jap. 未来とは? 〜2014.02.02 SKE党決起集会。「箱で推せ!」@ナゴヤドーム〜)                      | „Mirai to wa? ~2014.02.02 SKE tōkekki shūkai. „Hako de ose!” @ Nagoya Dome~” (jap. 未来とは? 〜2014.02.02 SKE党決起集会。「箱で推せ!」@ナゴヤドーム〜)                      |      |
| 3.  | „Machiawasetai” (jap. 待ち合わせたい) (Music Video) | „Machiawasetai” (jap. 待ち合わせたい) (Music Video) | „Machiawasetai” (jap. 待ち合わせたい) (Music Video) |      |
| 4.  | „Tokuten eizō IV Team E „Member no naka ni iru hetarēze o sagase!” ~Hajimete no uragiri~” (jap. 特典映像IV Team E「メンバーの中にいるヘタレーゼを探せ!」〜初めての裏切り〜) | „Tokuten eizō IV Team E „Member no naka ni iru hetarēze o sagase!” ~Hajimete no uragiri~” (jap. 特典映像IV Team E「メンバーの中にいるヘタレーゼを探せ!」〜初めての裏切り〜) | „Tokuten eizō IV Team E „Member no naka ni iru hetarēze o sagase!” ~Hajimete no uragiri~” (jap. 特典映像IV Team E「メンバーの中にいるヘタレーゼを探せ!」〜初めての裏切り〜) |      |

### Wer. teatralna
| CD |                                                |               |                      |      |
| Nr | Tytuł                                          | Kompozycja    | Aranżacja            | Czas |
| 1. | „Mirai to wa?” (jap. 未来とは?)                | Takumi Yamada | Yūsuke Itagaki       | 4:59 |
| 2. | „Bokura no kizuna” (jap. 僕らの絆)             | Mieko Satō    | Yūichi "Masa" Nonaka | 4:50 |
| 3. | „SKE48 14th single medley”                     |               |                      |      |
| 4. | „Mirai to wa?” (jap. 未来とは?) (off vocal)    | Takumi Yamada | Yūsuke Itagaki       | 4:59 |
| 5. | „Bokura no kizuna” (jap. 僕らの絆) (off vocal) | Mieko Satō    | Yūichi "Masa" Nonaka | 4:50 |

## Skład zespołu
| „Mirai to wa?” |
| --- |
| - SKE48 Team S: Anna Ishida, Masana Ōya, Yuria Kizaki - SKE48 Team S / AKB48 Team K: Jurina Matsui (środek) - SKE48 Team KII: Aya Shibata, Akari Suda, Akane Takayanagi, Airi Furukawa, Mizuho Yamada - SKE48 Team KII / AKB48 Team B: Mina Ōba - SKE48 Team E: Rion Azuma, Madoka Umemoto, Kanon Kimoto, Rena Matsui - SKE48 Team E / AKB48 Team K: Nao Furuhata - SKE48 Kenkyūsei: Ryōha Kitagawa |

| „GALAXY of DREAMS” |
| --- |
| - SKE48 Team S: Yuria Kizaki - SKE48 Team S / AKB48 Team K: Jurina Matsui (środek) - SKE48 Team KII: Aya Shibata, Akari Suda, Akane Takayanagi, Airi Furukawa - SKE48 Team E: Kanon Kimoto, Rena Matsui (środek) - SKE48 Team E / AKB48 Team K: Nao Furuhata - SKE48 Kenkyūsei: Ryōha Kitagawa |

| „Mayflower” |
| --- |
| - Team S: Anna Ishida - Team KII: Rumi Katō, Akari Suda, Akane Takayanagi, Mai Takeuchi, Haruka Futamura, Airi Furukawa - Team E: Madoka Umemoto, Yukiko Kinoshita |

| „Neko no shippo ga pin to tatteru yō ni…” |
| --- |
| - SKE48 Team S: Riho Abiru, Anna Ishida, Kyōka Isohara, Yūna Egō, Masana Ōya, Yuria Kizaki, Risako Gotō, Makiko Saitō, Rika Tsuzuki, Aki Deguchi, Yūka Nakanishi, Manatsu Mukaida (środek), Miki Yakata - SKE48 Team S / AKB48 Team K: Jurina Matsui |

| „S-ko to usohakkenki” |
| --- |
| - SKE48 Team KII: Mikoto Uchiyama, Tomoko Katō, Rumi Katō, Ami Kobayashi, Mieko Satō, Aya Shibata, Akari Suda (środek), Yumana Takagi, Akane Takayanagi (środek), Mai Takeuchi, Haruka Futamura, Airi Furukawa, Rina Matsumoto, Yukari Yamashita, Mizuho Yamada - AKB48 Team B / SKE48 Team KII: Mina Ōba |

| „Machiawasetai” |
| --- |
| - SKE48 Team E: Rion Azuma, Shiori Iguchi, Narumi Ichino, Tsugumi Iwanaga, Madoka Umemoto, Shiori Kaneko, Momona Kitō, Yukiko Kinoshita, Kanon Kimoto, Mei Sakai, Rena Matsui (środek), Honoka Mizuno, Ami Miyamae, Reika Yamada - SKE48 Team E / AKB48 Team K: Nao Furuhata |

| „Bokura no kizuna” |
| --- |
| - Team S: Riho Abiru, Anna Ishida, Kyōka Isohara, Makiko Saitō, Manatsu Mukaida (środek) - Team KII: Mikoto Uchiyama, Tomoko Katō, Rumi Katō, Akane Takayanagi, Airi Furukawa, Rina Matsumoto - Team E: Shiori Iguchi, Momona Kitō, Reika Yamada |

## Notowania
| Lista                             | Pozycja |
| --------------------------------- | ------- |
| Oricon Weekly Singles Chart       | 1       |
| Oricon Yearly Singles Chart       | 13      |
| Billboard Japan Hot 100           | 1       |
| Billboard Japan Hot Singles Sales | 1       |